# Peltaea subpandurata
Peltaea subpandurata là một loài thực vật có hoa trong họ Cẩm quỳ. Loài này được (Wright ex Griseb.) Krapov. & Cristóbal mô tả khoa học đầu tiên năm 1965.